# Amdorfer Viehweide
Amdorfer Viehweide este o arie protejată (arie specială de conservare — SAC, sit de importanță comunitară — SCI) din Germania întinsă pe o suprafață de 17,8 ha, integral pe uscat.

## Localizare
Centrul sitului Amdorfer Viehweide este situat la coordonatele 50°40′50″N 8°15′47″E / 50.6806°N 8.2631°E.

## Înființare
Situl Amdorfer Viehweide a fost declarat sit de importanță comunitară în aprilie 1999 pentru a proteja 2 specii de animale. Situl a fost protejat și ca arie specială de conservare în martie 2008.

## Biodiversitate
Situată în ecoregiunea continentală, aria protejată conține 4 habitate naturale: Formațiuni de Juniperus communis pe lande sau pajiști calcaroase, Pajiști uscate seminaturale și facies de acoperire cu tufișuri pe substraturi calcaroase (Festuco-Brometalia) (* situri importante pentru orhidee), Fânețe de joasă altitudine (Alopecurus pratensis, Sanguisorba officinalis), Roci stâncoase cu vegetație pionieră de Sedo-Scleranthion sau Sedo albi-Veronicion dillenii.
La baza desemnării sitului se află mai multe specii protejate de  păsări (2): capîntortură (Jynx torquilla), sfrâncioc mare (Lanius excubitor excubitor).
Pe lângă speciile protejate, pe teritoriul sitului au mai fost identificate 12 specii de plante, 1 specie de păsări, 12 specii de nevertebrate, 1 specie de reptile.